# Détecteur d'arc
Pour les articles homonymes, voir détecteur.

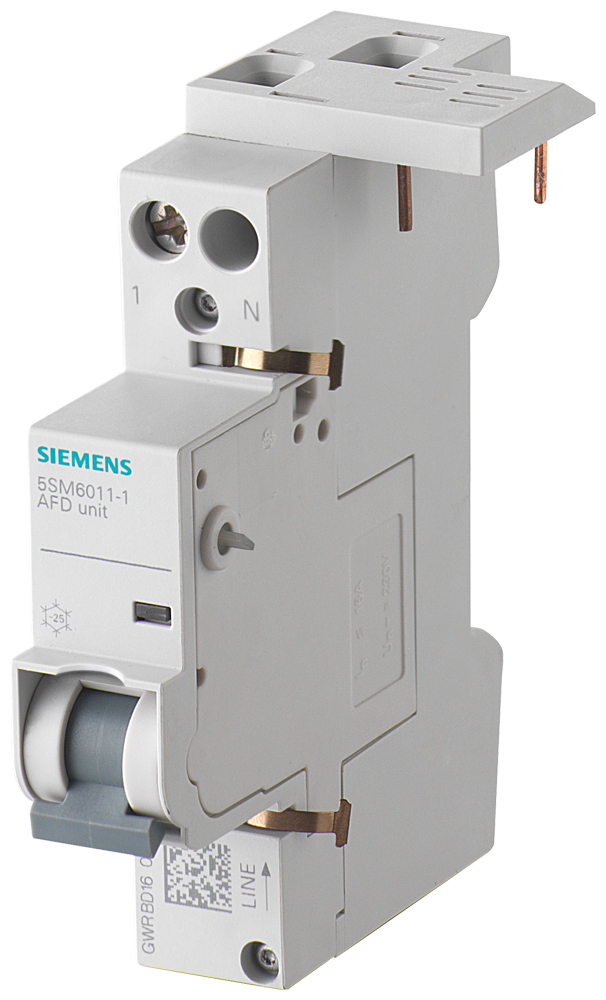
Un détecteur d'arc.

Le détecteur d'arc électrique est un appareil de protection électrique utilisable dans le domaine résidentiel. Cet appareil est installé dans le même tableau électrique que les disjoncteurs. Sa fonction est de détecter les arcs électriques qui peuvent se produire dans des conducteurs ou connexions défectueuses et sont susceptibles de produire une chaleur locale importante (la température de l'arc est de l'ordre de 10 000 K) et un début d'incendie. Il s'agit dans ce cas d'arcs électriques en série dont le courant est limité par la charge. Les arcs électriques dits parallèles car produits entre deux conducteurs de potentiels différents (phase à neutre par exemple), sont aussi détectés par ce type d'appareil de protection. En cas de présence d’arcs électriques, le détecteur d’arc doit ouvrir le circuit pour arrêter le courant, soit par un mécanisme intégré soit, en étant associé à un appareil capable d’ouvrir le circuit tel qu'un disjoncteur, disjoncteur différentiel (RCBO), interrupteur, sectionneur, etc.
Lorsqu'il est combiné à un disjoncteur électrique, le détecteur d'arc permet un niveau bien supérieur de protection contre les risques d'incendie d'origine électrique.
Le détecteur d'arc est aussi connu en anglais sous l'appellation AFDD pour Arc Fault Detection Device et fait l'objet actuellement de travaux de normalisation par la Commission électrotechnique internationale. L'équivalent de l'AFDD en Amérique du Nord est le AFCI pour arc-fault circuit interrupter. Cet appareil est disponible sur le marché depuis 1995 et obligatoire dans les installations résidentielles desservant les chambres à coucher depuis 2002 aux États-Unis et au Canada. 